# Municipio de Springfield (condado de Richland)
El municipio de Springfield (en inglés: Springfield Township) es un municipio ubicado en el condado de Richland en el estado estadounidense de Ohio. En el año 2010 tenía una población de 10685 habitantes y una densidad poblacional de 112,56 personas por km².

## Geografía
El municipio de Springfield se encuentra ubicado en las coordenadas 40°46′14″N 82°37′38″O / 40.77056, -82.62722. Según la Oficina del Censo de los Estados Unidos, el municipio tiene una superficie total de 94.93 km², de la cual 94.74 km² corresponden a tierra firme y (0.2%) 0.19 km² es agua.

## Demografía
Según el censo de 2010, había 10685 personas residiendo en el municipio de Springfield. La densidad de población era de 112,56 hab./km². De los 10685 habitantes, el municipio de Springfield estaba compuesto por el 92.97% blancos, el 3% eran afroamericanos, el 0.23% eran amerindios, el 1.88% eran asiáticos, el 0.02% eran isleños del Pacífico, el 0.47% eran de otras razas y el 1.42% pertenecían a dos o más razas. Del total de la población el 1.19% eran hispanos o latinos de cualquier raza.